# 淮陽號巡防艦
淮陽號飛彈巡防艦（舷號：FFG-937），為濟陽級巡防艦的六號艦，為中華民國海軍在1990年代初向美國海軍租借之諾克斯級巡防艦巴爾貝號經過後續改良而成，隸屬海軍一六八艦隊。理論上雖然有租約到期問題，實務上有簽訂租約簽訂若干年後可以買斷方式處理的條款，所謂的租約只是避免政治衝擊的一種折衷作法，目前的淮陽號屬於中華民國財產，同樣的手段在中和級戰車登陸艦的取得上也如出一轍。淮陽艦的設計以遠洋反潛能力著稱，因此母港設於蘇澳港，在中華民國海軍服役以來主要負擔台灣東北部至東部海域的巡防任務。
由於原型諾克斯級是種以專業反潛艦為設計導向的艦艇，不可避免地得犧牲掉一些功能，尤其防空武力為甚，僅有一門Mk 42 127毫米54倍徑艦炮與一座MK 15方陣近迫武器系統充當自衛之用。在配備武進三型戰鬥系統的陽字號驅逐艦除役後，中華民國海軍將武三系統及標準一型飛彈重新安裝到淮陽軍艦上，彌補對空能力之不足，並在定期保養時完成改裝。
目前濟陽級仍是中華民國海軍唯一同時配備大型低頻聲納及拖曳聲納陣列之艦種，完整反潛機能無出其右，目前美軍也找不到具備同等機能的相等噸位艦種取代。。

## 艦史
美國將巴爾貝號移交中華民國海軍，1995年8月4日淮陽軍艦正式服役。
2009年中旬淮陽軍艦完成「武三化」工程改裝。
在2017年尼莎颱風侵台期間，停泊於基隆港的蘭陽號、淮陽號在中華民國海軍和海巡官兵的協助下，使其不至因風浪受損。但沒想到停泊在兩艦後方的民間渡輪「麗娜輪」因風浪過大造成捆繩斷裂，漂至前方撞擊到淮陽號和蘭陽號，兩艦舷尾受損，直升機坪的欄杆斷裂、舷尾雷達偵測線斷裂，由中華民國海軍和台船檢視評估後，至少需要兩個月才能完成修復，修理費約在新台幣百萬元，中華民國海軍決定依國防部指示，向渡輪公司索償。
淮陽軍艦為濟陽級換裝海劍二型防空飛彈的「定海專案」測試載台。

## 圖庫

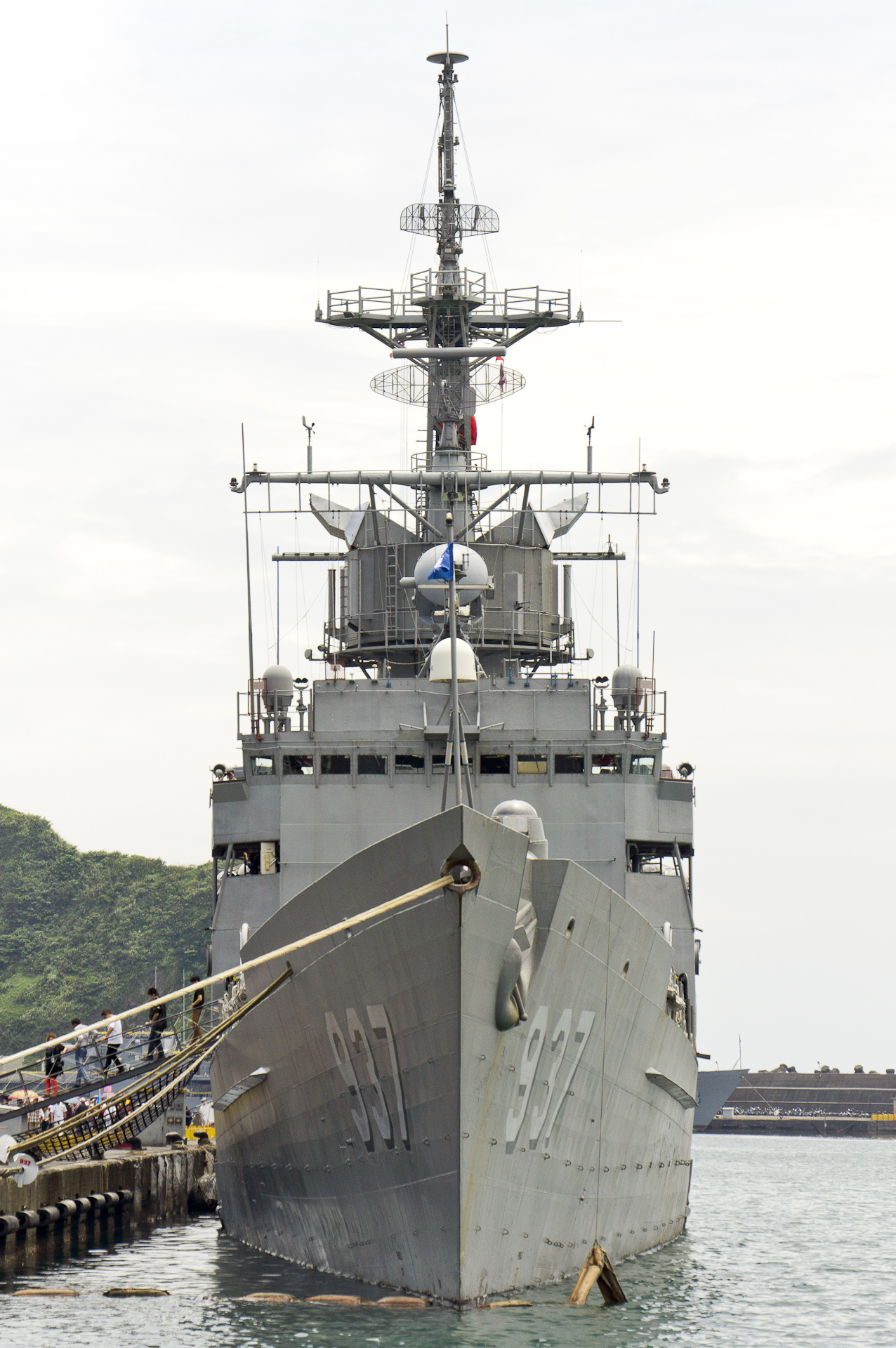
淮陽軍艦停泊中正軍港，攝於2013年
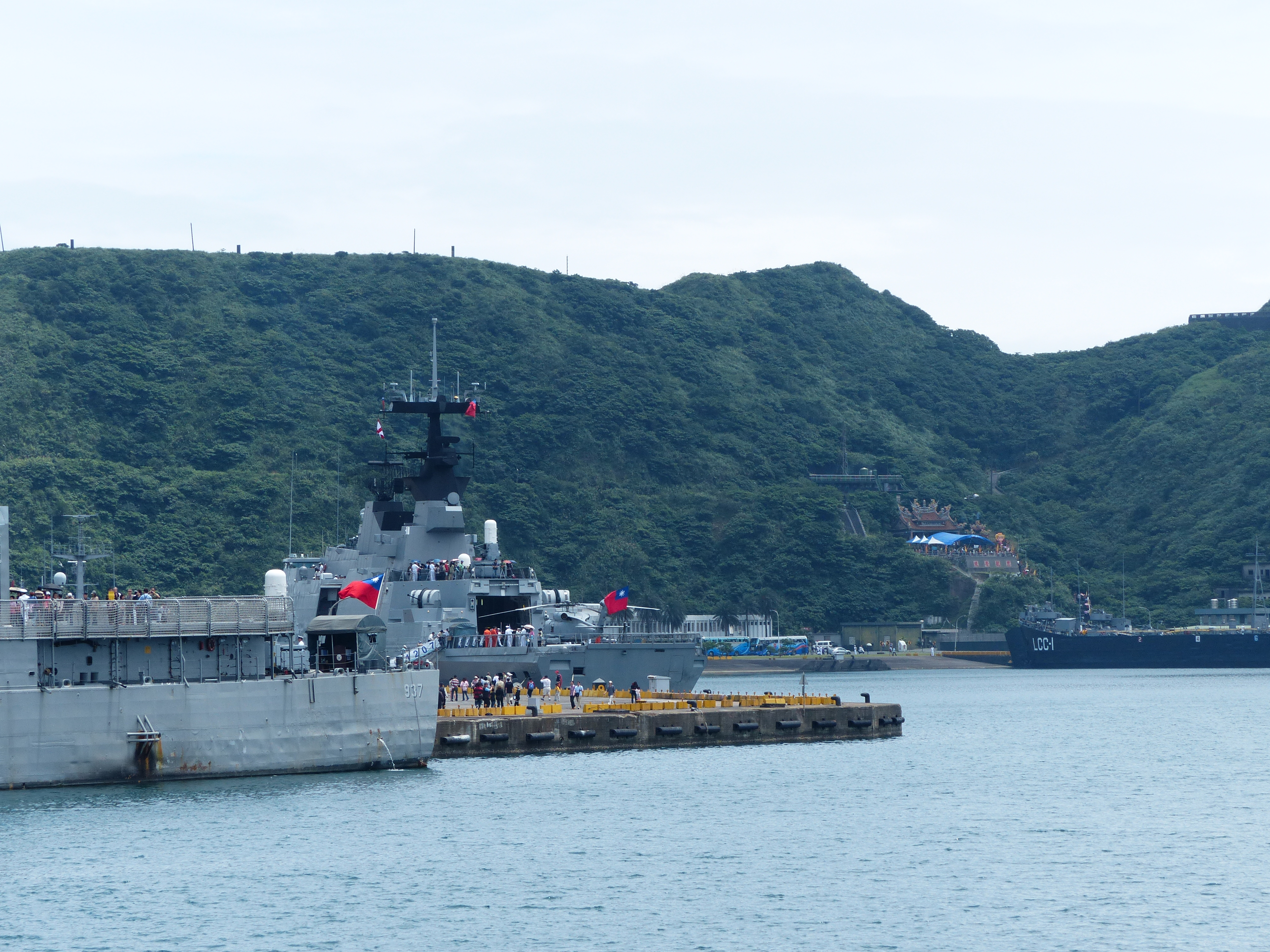
2013年中正軍港營區開放活動，由12號碼頭鳳陽軍艦（FFG-933）艦尾右舷，東望11號碼頭淮陽軍艦與10號碼頭武昌軍艦（PFG-1207）艦尾。右側遠方是高雄號兩棲指揮艦（LCC-1），山上廟宇是北方澳進安宮。
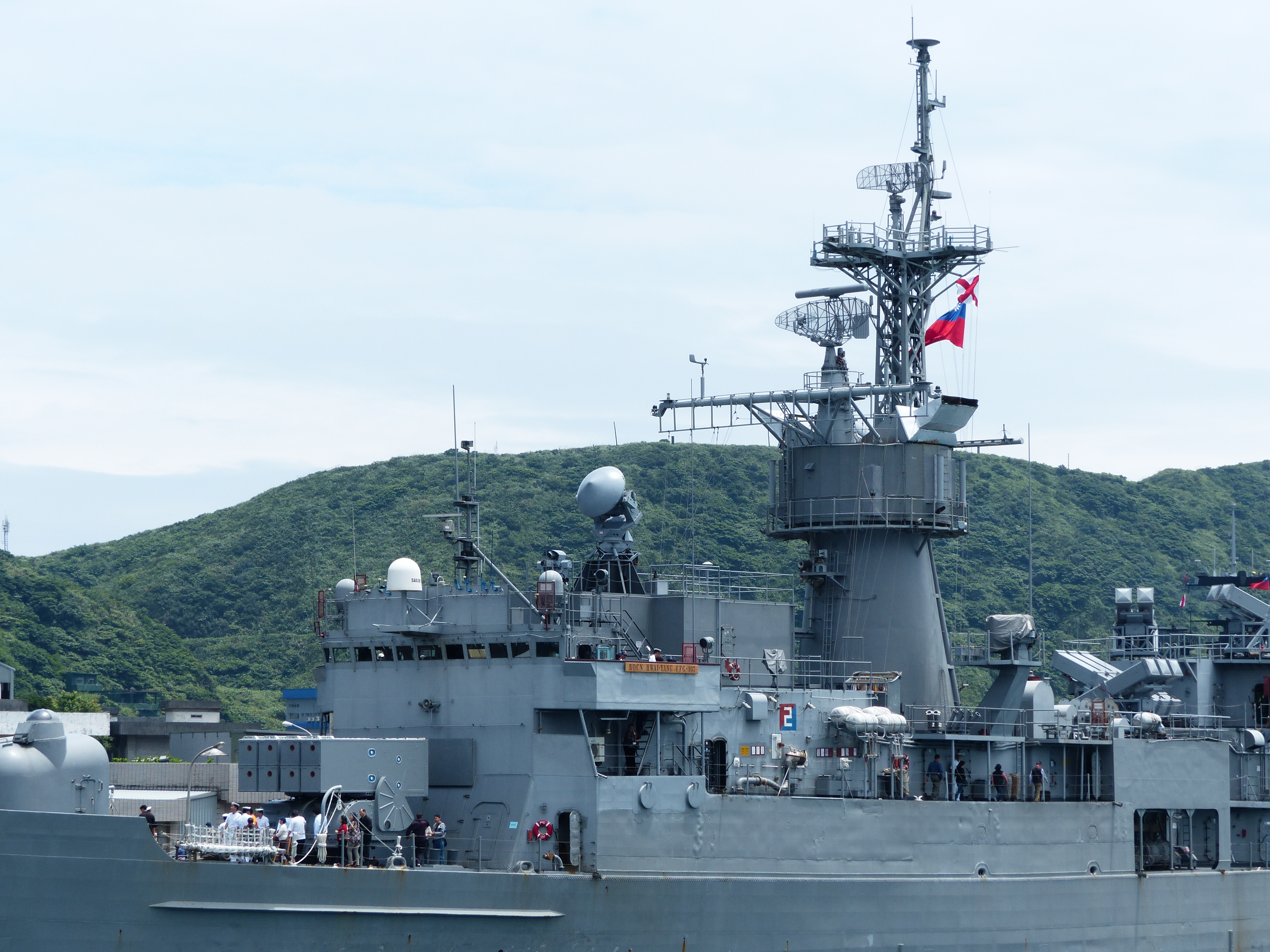
淮陽左舷中部特寫，攝於鳳陽軍艦（FFG-933）右舷艦尾。
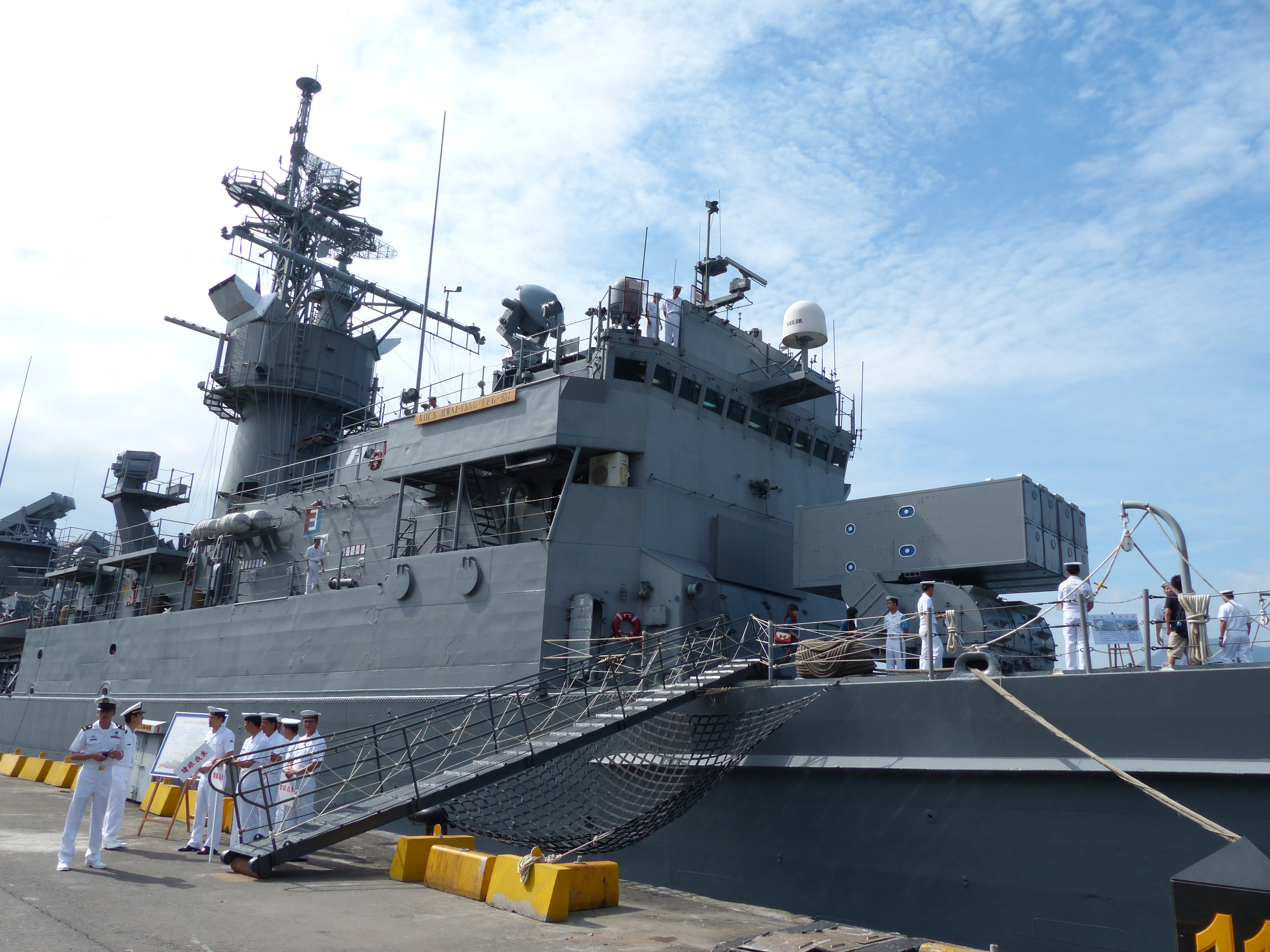
淮陽軍艦右舷艦橋特寫，攝於2013年中正軍港營區開放活動。
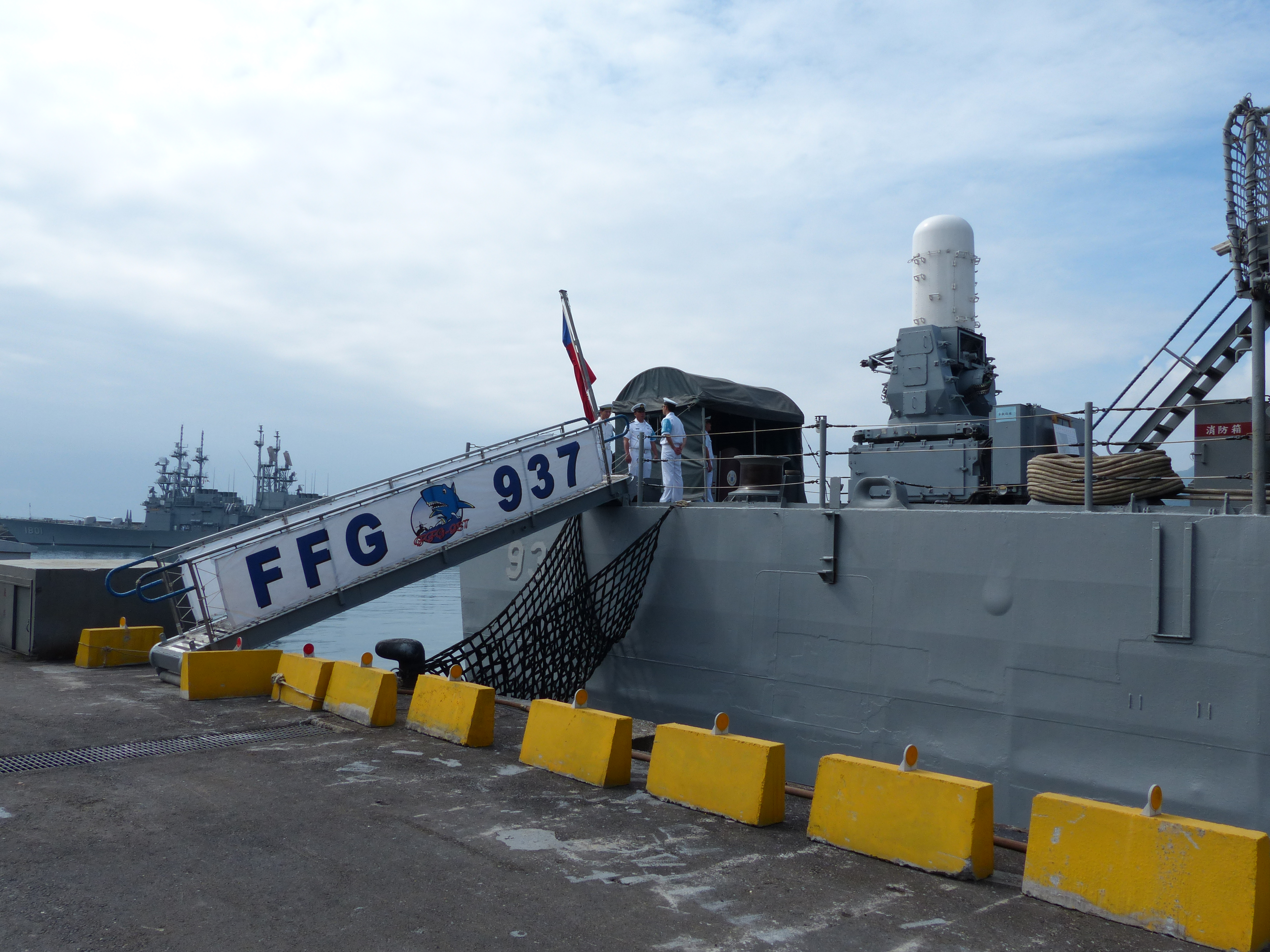
淮陽（FFG-937）右舷艦尾舷梯與MK-15方陣快砲，攝於2013年中正軍港營區開放活動。
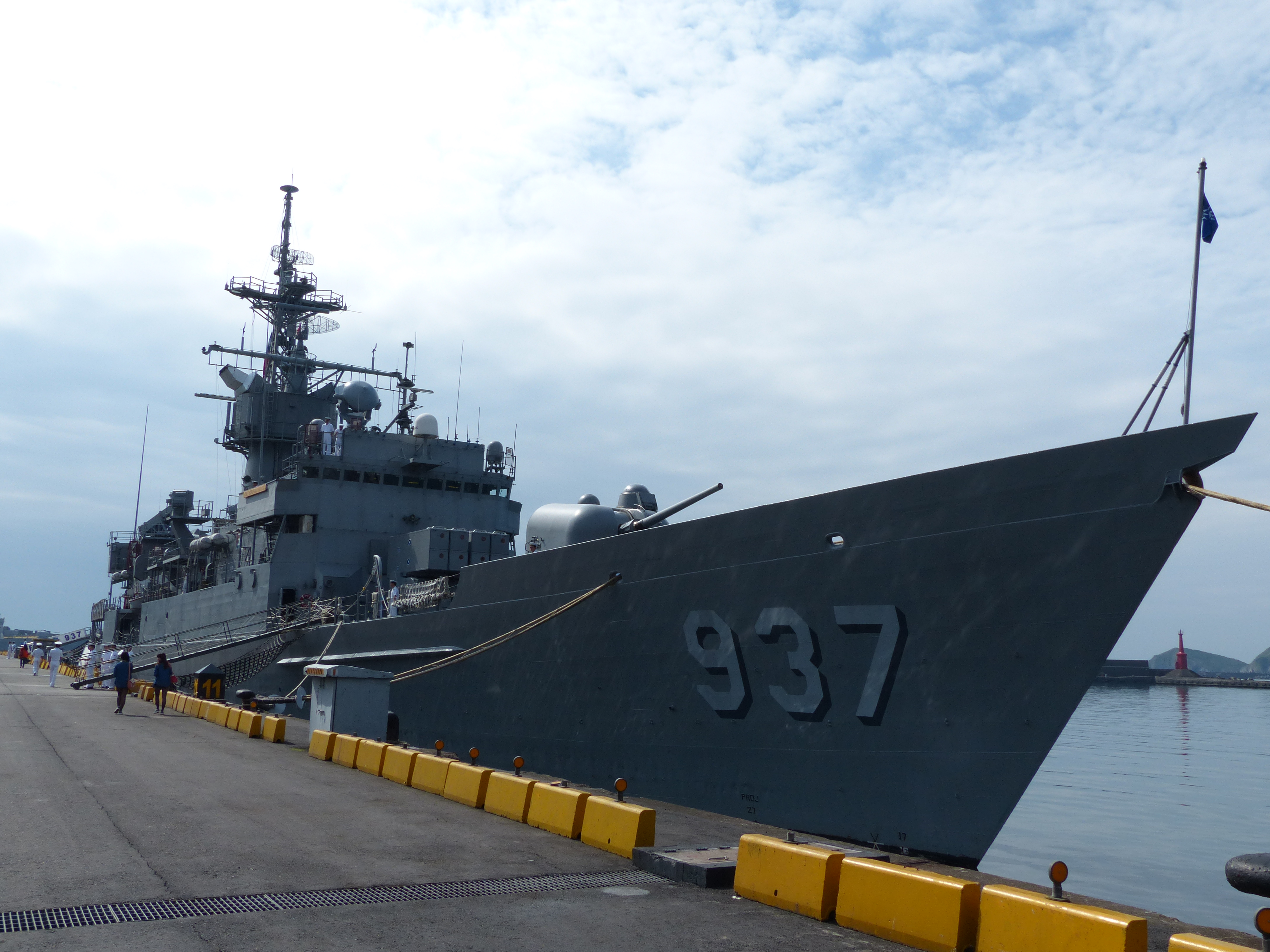
2013年中正軍港營區開放活動，停泊11號碼頭的淮陽軍艦。
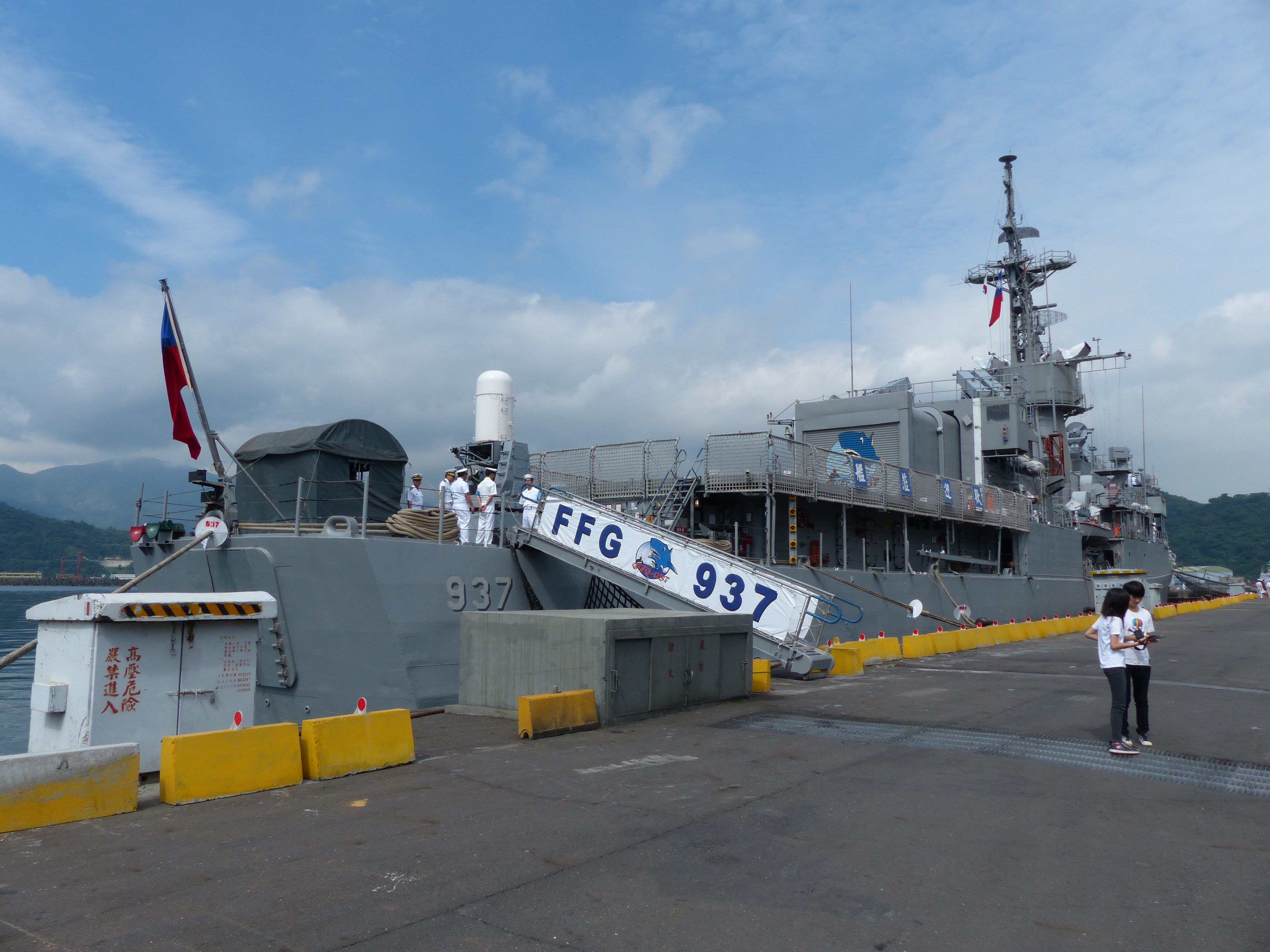
2013年中正軍港營區開放活動清晨，停泊11號碼頭的淮陽軍艦右後方。
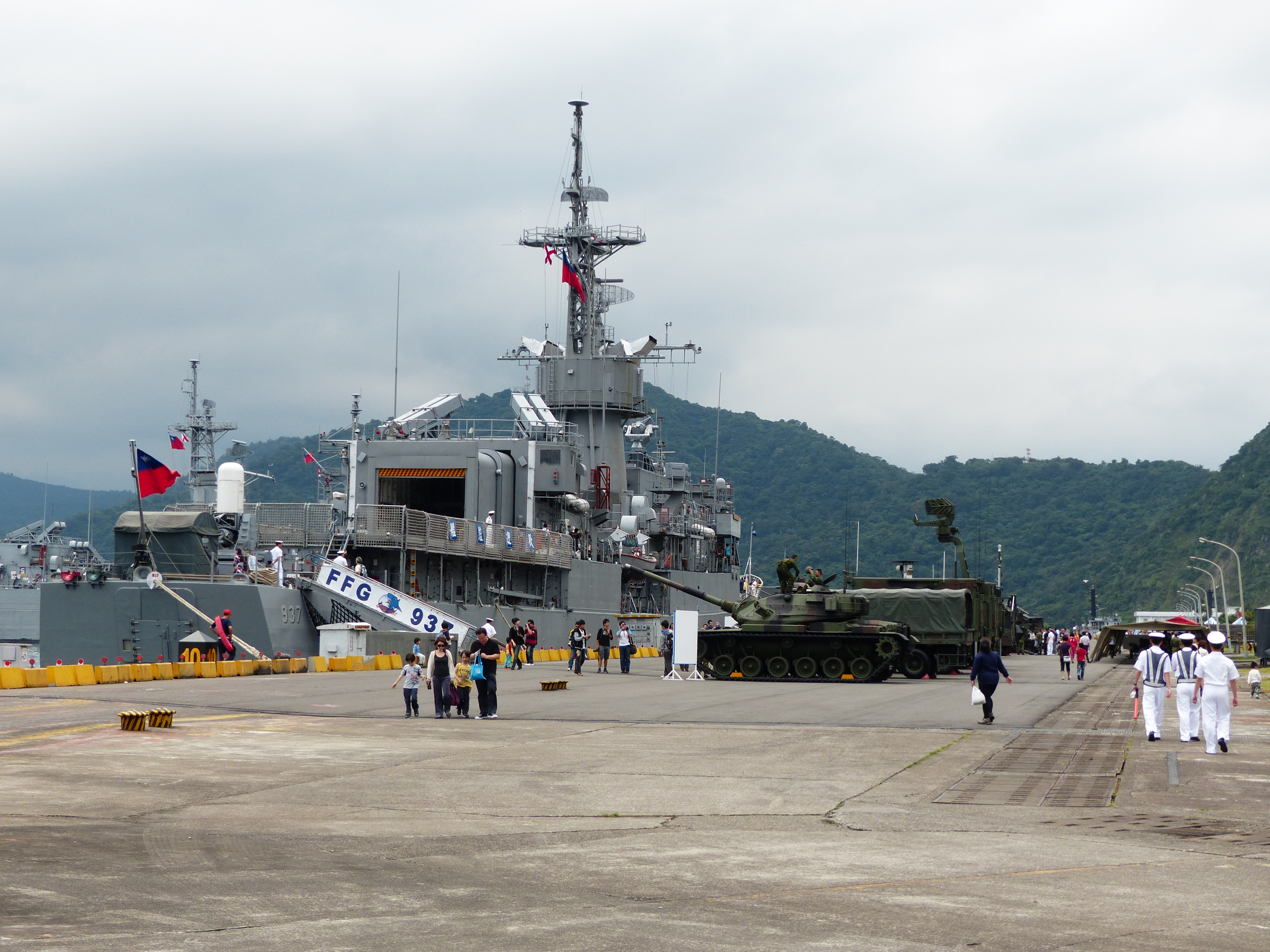
2013年中正軍港營區開放活動，11號碼頭展示中的軍艦淮陽後方與陸軍裝甲車輛。

## 資料來源
1. 1 2 3 4 5 6  . 上報快訊. 2019年5月30日  [2019年5月30日]. （原始内容存档于2021年3月10日）.
2. ↑  今日新聞. . 今日傳媒. 2014-07-08  [2014-07-08]. （原始内容存档于2014-07-12） （中文（臺灣））.
3. ↑  美售台軍艦案 美媒關注 （页面存档备份，存于），聯合新聞網，2014年12月20日
4. ↑  採購另兩艘舊派里 海軍鬆口會審慎考量 （页面存档备份，存于），聯合新聞網，2014年12月20日
5. . 中央通訊社. 2013年2月16日  [2013年8月21日]. （原始内容存档于2013年3月26日） （中文（臺灣））.

## 外部連結
- （繁體中文）中華民國海軍>>軍艦艦史>>現役軍艦>>濟陽級飛彈巡防艦[]